# Sephilus frontalis
Sephilus frontalis – gatunek chrząszcza z rodziny sprężykowatych.
Owad osiąga długość 19,5-24 mm.
Jest to czerwonobrązowy chrząszcz o ciemnobrązowych głowie i przedtułowiu oraz umiarkowanie długim, gęstym owłosieniu o żółtej barwie.
Cechuje się on łódkowatym, wypukłym czołem, którego długość przekracza szerokość. Jego przedni brzeg określa się jako szeroki i zaokrąglony. Czułki o silnym ząbkowaniu składają się z 11 segmentów. Podstawa ma wielkość oka. 2. segment ma kształt okrągły, 3. zaś, o wydłużonym kształcie, cechuje się bocznym wyrostkiem. 4. jest tak długi, jak poprzednik. Ostatni jest zwężony u koniuszka. Warga górna o falistym brzegu i długich setach przyjmuje kształt półeliptyczny. Żuwaczki są szerokie. Krótkie pośrodkowe szczecinki tworzą penicillius. Zabródek pokrywają szczecinki: tylko dwie długie, reszta zaś jest krótka. Przednie skrzydła wypukłe, zwężone w dystalnej ⅓. Samiec posiada wydłużony edeagus (o krótkiej części pośrodkowej).
Na goleniach widnieją niewielkie ostrogi. Tarczka jest wydłużona, posiada tylny brzeg zaokrąglony, a boczne karbowane.
Badany materiał pochodził z Borneo (Brunei) i Sumatry.